# Seleção Birmanesa de Futebol
A Seleção Birmanesa de Futebol representa Myanmar (Birmânia) nas competições de futebol da FIFA. A seleção foi fundada em 1947 e em 1948 ocorreu a afiliação à instituição.
Até 1989 era conhecida como seleção de futebol da Birmânia, quando o então governo militar decidiu alterar o nome do país.
Já foi vice-campeã da Copa da Ásia (em 1968) e disputou uma Olimpíada.

## História
As décadas de 1960 e 1970 foram os melhores anos do futebol de Myanmar. Seu primeiro jogo oficial foi contra Hong Kong, em 1950, perdendo por 5 a 2. Em 1969, conquistou sua maior vitória: um 9 a 0 sobre Singapura.
Até então conhecida como Seleção da Birmânia de futebol, conseguiu vencer por cinco vezes consecutivas os Jogos do Sudeste Asiático, entre o período de 1965 a 1973.
Os maiores feitos, no entanto, foram o vice-campeonato da Copa da Ásia de 1968 e a participação nas Olimpíadas de 1972.
Apesar de ter relativo sucesso neste período, a Birmânia não chegou a disputar eliminatórias para a Copa do Mundo.

## Momento atual
A seleção nunca mais conseguiu se qualificar para a fase final de uma Copa da Ásia ou Olimpíadas.
A falta de estrutura e os poucos recursos financeiros impedem um desenvolvimento melhor do futebol em Myanmar.
O intercâmbio de profissionais pode ajudar o desenvolvimento do esporte.
Disputou suas primeiras eliminatórias para Copa do Mundo apenas em 2010; nas eliminatórias de 2002, a federação local retirou a inscrição e por isso foi punida pela FIFA, que afastou o país das eliminatórias para 2006.
Em maio de 2021, Myanmar sofreu sua maior derrota, ao perder para o Japão por 10 a 0.

## Desempenho em Copas do Mundo
- 1930 a 1990 - não disputou
- 1994 - retirou-se
- 1998 - não disputou
- 2002 - retirou-se
- 2006 - impedida de disputar
- 2010 a 2026: não se classificou

## Desempenho em Copas da Ásia
- 1956 a 1964: retirou-se
- 1968: Vice-campeão
- 1972 a 1988: retirou-se
- 1992: Não se inscreveu
- 1996 a 2004: Não se classificou
- 2007: impedida de disputar
- 2011 a 2015: Não se inscreveu
- 2019 a 2023: Não se classificou

## Recordes
| # | Jogador          | Partidas | Gols | Em atividade |
| - | ---------------- | -------- | ---- | ------------ |
| 1 | David Htan       | 78       | 4    | 2011–        |
| 2 | Maung Maung Lwin | 77       | 14   | 2015–        |
| 3 | Zaw Min Tun      | 75       | 5    | 2011–2022    |
| 4 | Khin Maung Lwin  | 67       | 4    | 2006–2017    |
| 4 | Yan Paing        | 67       | 13   | 2002–2014    |
| 6 | Yan Aung Kyaw    | 64       | 0    | 2011–2019    |
| 7 | Myo Hlaing Win   | 63       | 36   | 1992–2005    |
| 8 | Aung Kyaw Moe    | 55       | 8    | 1999–2010    |
| 8 | Min Thu          | 55       | 1    | 1998–2008    |
| 8 | Soe Myat Min     | 55       | 0    | 1998–2008    |

| #  | Jogador          | Partidas | Gols | Média por jogo | Em atividade |
| -- | ---------------- | -------- | ---- | -------------- | ------------ |
| 1  | Win Maung        | 37       | –    | –              | 1962–1980    |
| 2  | Ye Nyunt         | 36       | –    | –              | 1968–1975    |
| 2  | Myo Hlaing Win   | 36       | 63   | 0.57           | 1992–2005    |
| 4  | Than Soe         | 22       | –    | –              | 2001–2017    |
| 5  | Soe Myat Min     | 21       | 56   | 0.63           | 1998–2008    |
| 6  | Kyaw Ko Ko       | 16       | 54   | 0.3            | 2010–        |
| 7  | Suk Bahadur      | 14       | –    | –              | 1952–1970    |
| 7  | Than Toe Aung    | 14       | 21   | 0.67           | 1987–2000    |
| 7  | Maung Maung Lwin | 14       | 76   | 0.18           | 2015–        |
| 10 | Yan Paing        | 11       | 67   | 0.16           | 2002–2014    |

## Treinadores
| - Alex Weir (1954) - Milorad Mitrović (1955–1959) - Marko Valok (1959–1961) - Mikhail Bozenenkov (1961–1963) - Sein Hlaing (1964–1965) - German Zonin (1965–1967) - Sein Hlaing (1967–1972) - Bert Trautmann (1972–1974) - Sein Hlaing (1974–1979) - Ger Blok (1993–1996) - Ratomir Dujković (1996–1997) - David Booth (2000–2003) - Ivan Venkov Kolev (2004–2005) - Sann Win (2006–2007) - Marcos Falopa (2007–2008) - Tim Myint Aung (2009) | - Drago Mamić (2009–2010) - Tim Myint Aung (2010) - Milan Živadinović (2011) - Sann Win (2011, interino) - Park Sung-Hwa (2011–2013) - Sann Win (2013, interino) - Radojko Avramović (2014–2015) - Gerd Zeise (2015–2018) - Tim Myint Aung (2017, interino) - Zaw Win Tun (2018, interino) - Antoine Hey (2018) - Myo Min Tun (2019, interino) - Miodrag Radulović (2019) - Antoine Hey (2019–2023) - Michael Feichtenbeiner (2023–2024) - Myo Hlaing Win (2024–) |